# Archiwum Filipa Orlika

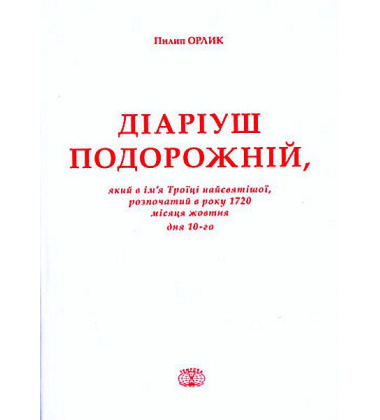
Pierwsza strona wydanego w 2013 roku faksymile Diariusza Filipa Orlika

Archiwum Filipa Orlika – prywatne archiwum Filipa Orlika, które jest przechowywane we Francji w Archiwum Państwowym Ministerstwa Spraw Zagranicznych. Po śmierci Filipa Orlika, mołdawski hospodar Konstantyn Mavrokordat zajął się archiwum zmarłego. Aby je zachować, wysłał archiwum do posła Francji w Stambule. Markiz de Villeneuve, ówczesny poseł w Imperium Osmańskim, przesłał je do zamku Detenwille, gdzie mieszkał syn Filipa – Grzegorz. Po jego śmierci Archiwum Filipa Orlika oraz Archiwum Grzegorza Orlika przekazano do Archiwum Ministerstwa Spraw Zagranicznych. W ten sposób zgromadzono dwa zespoły archiwalne, zawierające m.in. dziennik Filipa Orlika, korespondencję oraz memoriały polityczne. Najważniejszym dokumentem w Archiwum Filipa Orlika jest jego Diariusz Filipa Orlika z lat 1720–1733. Pod koniec XVIII lub na początku XIX wieku sporządzono niekompletną kopię tego Diariusza. Wiadomo, że w 1804 roku egzemplarz tej kopii znajdował się w posiadaniu hrabiego Stanisława Zamoyskiego, za którego pośrednictwem trafił do księgozbioru książąt Czartoryskich w Puławach. Obecnie rękopis ten znajduje się w Bibliotece Książąt Czartoryskich w Krakowie. Skrócona wersja Diariusza, przygotowana do druku w 1830 roku przez trzech anonimowych polskich paleografów, nie została opublikowana z powodu wybuchu powstania listopadowego. Jednym z pierwszych, którzy opisali ten rękopis z Biblioteki Książąt Czartoryskich w Krakowie, był Franciszek Rawita-Gawroński. W okresie międzywojennym rękopis ten został częściowo odczytany przez Jana Tokarzewskiego-Karaszewicza, który w 1936 roku opublikował jego fragment obejmujący lata 1720–1723. W okresie PRL, jak również w Związku Sowieckim, publikacja kolejnych tomów Diariusza nie była możliwa ze względów politycznych. W ramach serii Harvard Library of Early Ukrainian Literature. Texts opublikowano również faksymile pamiętnika Orlika — najpierw w tomie szóstym ze wstępem Omelana Pritsaka, a następnie w tomie piątym, opatrzonym wstępem Oresta Subtelnego. W 2013 roku ukraińskie wydawnictwo „Tempora” wydało cyfrową kopię rękopisu Orlika, znajdującego się w Paryżu, odtwarzając pełny tekst Diariusza. W 2023 roku Walentyna Sobol opublikowała część Diariusza Orlika, przyczyniając się do dalszej popularyzacji tego źródła oraz pogłębienia badań nad Archiwum Filipa Orlika. 
Archiwum Filipa Orlika, a zwłaszcza jego Diariusz, wzbudziły duże zainteresowanie wśród badaczy z różnych krajów, w tym ukraińskich (Mykoła Wasylenko, Taras Czuchlib, Olga Kowalewska), polskich (Józef Andrzej Gierowski, Piotr KrolI,  Walentyna Sobol), rosyjskich (Tatiana Tairowa-Jakowlewa), francuskich (Daniel Beauvois, Iryna Dmytryszyn) oraz amerykańskich (Omelan Pritsak, Orest Subtelny).